# 奇奇的異想世界
《奇奇的異想世界》為日本女性漫畫家湖南彼方（こなみかなた）的一部和貓相關的日本漫畫作品，2004年開始於講談社漫畫雜誌《Morning》連載至今，為黑白漫畫；單行本則為全彩漫畫。每章標題都以〈貓…〉為開頭。電視動畫每集標題開頭為〈奇奇…〉（チー…）。
第一季2008年3月31日開始播放，全104話、特別篇26話。第二季2009年3月30日起開始播放，全104話、特別篇26話。
3DCG動畫第一季2016年10月1日起開始播放，全51話。第二季2018年4月8日起開始播放，全25話。

## 簡介
一只黑灰斑纹的小猫奇奇跟丟母亲又找不到回家的路，在筋疲力尽之际巧遇一个跌倒的小男孩山田洋平和他的妈妈，小猫从此由男孩一家暂时照顾。因男孩家住在禁止饲养宠物的公寓，一家人还得费尽心机不让邻居发现小猫的存在，只是偏偏一直找不到新的饲主又和小猫日久生情。在经历某些事情之后，小猫也成为了家庭中的一员，最终一家人搬到允许饲养宠物的新公寓展开全新的生活。

## 登場人物、動物

### 山田家
搬家前是住在102號公寓；之後搬到新公寓的101號。
奇奇（Chi，配音員：興梠里美（日本）；葉曉欣（第3季）（香港））
一隻出生不久的虎斑貓，母親是美國短毛貓。和家人走失後被偶然經過的洋平和媽媽帶回家，由動物醫院診斷出是隻2、3個月大的小母貓。喜歡牛奶、鬆餅和蟹肉棒。會搶奪洋平的鬆餅和玩具，是隻強勢又愛惡作劇的小貓，但要是放牠一隻貓看家又會因寂寞而淚眼潸潸。雖然討厭家人一直纏著牠不放，若完全不管牠又會不甘寂寞而想要引人注意。雖然不會講人話，但獨白會用類似幼兒語般口齒不清的方式表達。
名字的由來，是當洋平要去小便時都會把「おしっこ」誤念成「チー」，卻被奇奇誤以為是在叫牠，就這樣順理成章變成牠的名字了。
山田洋平（Youhei，配音員：小櫻悅子→白石涼子（第3季）（日本）；魏惠娥（第3季）（香港））
山田家的獨生子，推測約為6歲左右，偶然發現一間可以飼養寵物的公寓。
山田賢人/爸爸（Otousan，配音員：木內秀信→保村真（第3季）（日本）；陳卓智（第3季）（香港））
在自家工作的設計師。因帶奇奇去動物醫院而有好一段時間被牠討厭，後因身上穿的名貴牛仔褲適合奇奇磨爪子才又再度得寵。
山田美和/媽媽（Okaasan，配音員：日高範子→坂本真綾（第3季）（日本）；林元春（第3季）（香港））
推測為全職家庭主婦，因會給奇奇食物，所以被牠認定是山田家最偉大的人物。

### 舊家的鄰居
棕熊貓/大黑（Higuma Neko，配音員：梁田清之→小山力也（第3季）（日本）；周倚天（第3季）（香港））
住在同一栋公寓中的大黑貓，也是奇奇的第一位貓友，教導了奇奇如何和狗玩躲貓貓和爬樹。「棕熊貓」是山田家為牠取的通稱，原本是201號房客的寵物，後來被房東發現就搬走了，但又在山田家搬到新公寓時意外相遇
三色貓阿姨（Mikeneko Obasan，配音員：山口真弓→神代知衣（第3季）（日本）；謝潔貞（第3季）（香港））
曾幫助過迷路的奇奇、相當親切的貓，認識奇奇的母親。

### 新家的鄰居
大衛（David，配音員：山口真弓（日本））
102號草野家的米格魯犬，對主人相當忠心。
草野勇樹（配音員：山口真弓（日本））
大衛的飼主。
小米（Mii，配音員：小櫻悅子（日本））
103號古川家的垂耳兔，不愛說話。尤其喜欢梳理耳朵。是一只腹黑兔。
古川和也（配音員：杉野博臣（日本））
小米的飼主。
愛麗絲（Alice，配音員：嶋村侑（日本））
104號森家的摺耳貓。仪态高贵，但是看到球类物体就会变得跟小猫一样。
伊集院沙織（配音員：中村知子（日本））
愛麗絲的飼主。
竹丸（Takemaru，配音員：志摩淳（日本））
105號花園家的鸚鵡，被奇奇当作獵物。会说人话。動畫版的名字為「Lucky」。
明石康子（配音員：喜代原まり（日本））
竹丸的飼主。

### 其他
茱莉（配音員：里郁美→伊瀨茉莉也（第3季）（日本））
Kochi（配音員：桑島法子→熊井統子（第3季）（日本）；何寶珊（第3季）（香港））
小杏（配音員：折笠富美子（日本）；陳皓宜（第3季）（香港））
泰利（配音員：白石涼子（日本）；凌晞（第3季）（香港））
店員（配音員：洞內愛（日本））
小玉（配音員：長澤美樹（日本））
小藤（配音員：緒方賢一（日本））
小龍（配音員：佐佐木日菜子（日本））
真由（配音員：岡嶋妙（日本））

## 出版書籍

### 日本
由讲谈社发行。以下仅记录13位ISBN序号。
| 册数 | 发行日期       | ISBN序号                                                  |
| ---- | -------------- | --------------------------------------------------------- |
| 1    | 2004年11月22日 | ISBN 978-4-06-334943-6                                    |
| 2    | 2005年8月23日  | ISBN 978-4-06-372050-1                                    |
| 3    | 2006年4月21日  | ISBN 978-4-06-372141-6 / ISBN 978-4-06-362055-9（限定版） |
| 4    | 2007年4月23日  | ISBN 978-4-06-372286-4 / ISBN 978-4-06-362079-5（限定版） |
| 5    | 2008年4月23日  | ISBN 978-4-06-375474-2 / ISBN 978-4-06-362112-9（限定版） |
| 6    | 2009年4月23日  | ISBN 978-4-06-375698-2 / ISBN 978-4-06-362140-2（限定版） |
| 7    | 2010年4月23日  | ISBN 978-4-06-375907-5 / ISBN 978-4-06-358317-5（限定版） |
| 8    | 2011年4月22日  | ISBN 978-4-06-376054-5 / ISBN 978-4-06-362191-4（限定版） |
| 9    | 2012年4月23日  | ISBN 978-4-06-376628-8 / ISBN 978-4-06-362211-9（限定版） |
| 10   | 2013年4月23日  | ISBN 978-4-06-376810-7 / ISBN 978-4-06-362246-1（限定版） |

### 中国大陆
中国大陆简体中文版由世界图书出版公司北京公司出版发行，并授权当当网全国独家先行销售。
| 册数 | 副标题   | 发行年月  | ISBN序号               |
| ---- | -------- | --------- | ---------------------- |
| 1    | 无家可归 | 2010年5月 | ISBN 978-7-5100-2076-6 |
| 2    | 不速之客 | 2010年5月 | ISBN 978-7-5100-2075-9 |
| 3    | 猫急跳窗 | 2010年9月 | ISBN 978-7-5100-2307-1 |
| 4    | 搬家惊魂 | 2010年9月 | ISBN 978-7-5100-2306-4 |
| 5    | 新的冒险 | 2011年1月 | ISBN 978-7-5100-2817-5 |
| 6    | 猫咪集会 | 2011年1月 | ISBN 978-7-5100-2816-8 |
| 7    | 家的记忆 | 2011年1月 | ISBN 978-7-5100-2944-8 |
| 8    | 天性萌发 | 2012年4月 | ISBN 978-7-5100-4134-1 |
| 9    | 重出江湖 | 2014年9月 | ISBN 978-7-5100-5998-8 |
| 10   | 猫族练习 | 2014年9月 | ISBN 978-7-5100-7887-3 |

每卷的封面折疊處都附有剪紙類型的獎金。
第 2 卷包含與Kanata Konami的其他作品“Fukufuku Funya-n”的合作，第 4 卷包含與Risa Ito的“Hey Pitan !!”合作的特殊漫畫。有。
初版也有限量版，第3卷在第1卷的封面附送Chi的手機背帶，第4卷附送Chi臉的迷你手提袋（書本大小）。此外，Volume 5附贈一支由北歐丹麥頂級品牌Esquesen製造的浮筆。此外，第6卷是由 TV版第2季的片頭曲「Chi Sana Daibouken」的CD和Chi的臉形狀的零錢包組成的兩件套。第7卷附有一張全新的動畫DVD，其中包含Kochi和一個斯堪的納維亞設計的藥盒。
書籍已在中國大陸、台灣、香港、韓國、泰國和西班牙等地出版。計劃於2010年在美國和法國出版。

## 電視動畫
2008年3月31日～9月26日，每星期一～五上午6:40～6:45由東京電視台電視網帶狀播出，全104集。每週前四天播出動畫本篇；星期五則以《Chi's Sweet News》標題，介紹一些由觀眾寄來的貓咪影像和照片，也沒有算入集數內。每集包含片頭曲在內播出時間約為3分鐘，也是2008年度播出時段最短的動畫。一開始為2D，第三季改為3D。

### 製作人員
- 企畫：古川公平（講談社）、丸山正雄（Madhouse）
- 製作人：青木俊志（東京電視台）、小森健一（博報堂DY Media Partners）、村山崇（Index Holdings）
- 系列構成：金春智子
- 動畫角色原案：淺香守生
- 動畫角色設計：小林明美
- 美術監督：勝井和子（アトリエブーカ）
- 色彩設計：大野春惠（DR TOKYO）
- 攝影統籌：石塚惠子（DR TOKYO）
- 音響監督：藤山房伸
- 音響效果：加藤昭二（Anime Sound Production）
- 音樂：META boys
- 音樂製作人：、尾上政幸
- 動畫製作人：篠原昭、土田大亮
- 動畫製作：Madhouse
- 導演：増原光幸
- 製作：東京電視台、博報堂DY Media Partners、Madhouse

### 播放電視台

#### 第三季
翡翠台：
首播：2018年9月29日—2019年3月9日
重播：2020年6月29日—2020年7月30日

### 主題歌
- 第一季片頭曲

（演唱：奇奇（興梠里美），作詞：畑亞貴，作曲、編曲：伊藤真澄）
- 第二季片頭曲

（演唱：松本梨香，作詞、作曲、編曲：栗田貴司）
- 第三季片頭曲

（演唱:Perfume，作詞、作曲：中田康貴）

### 各集標題

#### 第一季
| 首播日         | 話數 | 中文標題           | 日文標題 | 腳本              | 分鏡          | 演出     | 作畫監督          |
| -------------- | ---- | ------------------ | -------- | ----------------- | ------------- | -------- | ----------------- |
| 2008年 3月31日 | 1    | 奇奇迷路了         |          | 增原光幸          | 增原光幸      | 增原光幸 | 小林明美          |
| 4月1日         | 2    | 奇奇被撿到了       |          | 增原光幸          | 增原光幸      | 增原光幸 | 小林明美          |
| 4月2日         | 3    | 奇奇發生慘劇       |          | 增原光幸          | 增原光幸      | 增原光幸 | 小林明美          |
| 4月3日         | 4    | 奇奇忘記了         |          | 增原光幸          | 增原光幸      | 增原光幸 | 小林明美          |
| 4月7日         | 5    | 奇奇開始了         |          | 小島正幸          | 小島正幸      | 川村賢一 | 小林明美          |
| 4月8日         | 6    | 奇奇持續著         |          | 小島正幸 金春智子 | 小島正幸      | 川村賢一 | 小林明美          |
| 4月9日         | 7    | 奇奇好失望         |          | 小島正幸 金春智子 | 小島正幸      | 川村賢一 | 小林明美 日向正樹 |
| 4月10日        | 8    | 奇奇的認知         |          | 小島正幸          | 小島正幸      | 川村賢一 | 小林明美 日向正樹 |
| 4月14日        | 9    | 奇奇的回憶         |          | 小島正幸          | 小島正幸      | 野上和男 | 高秀國男          |
| 4月15日        | 10   | 奇奇的夢           |          | 小島正幸          | 小島正幸      | 野上和男 | 高秀國男          |
| 4月16日        | 11   | 奇奇被領養         |          | 金春智子          | 野上和男      | 野上和男 | 高秀國男          |
| 4月17日        | 12   | 奇奇決定了         |          | 金春智子          | 野上和男      | 野上和男 | 高秀國男          |
| 4月21日        | 13   | 奇奇好興奮         |          | 金春智子 濱崎博嗣 | 濱崎博嗣      | 野上和男 | 高秀國男 小林明美 |
| 4月22日        | 14   | 奇奇得到了         |          | 金春智子 濱崎博嗣 | 濱崎博嗣      | 野上和男 | 高秀國男 小林明美 |
| 4月23日        | 15   | 奇奇玩遊戲         |          | 金春智子 濱崎博嗣 | 濱崎博嗣      | 野上和男 | 高秀國男          |
| 4月24日        | 16   | 奇奇搞破壞         |          | 金春智子          | 增原光幸      | 野上和男 | 高秀國男          |
| 4月28日        | 17   | 奇奇逃跑了         |          | 金春智子          | 淺香守生      | 川村賢一 | 日向正樹          |
| 4月29日        | 18   | 奇奇去散步         |          | 金春智子          | 淺香守生      | 川村賢一 | 日向正樹          |
| 4月30日        | 19   | 奇奇四處探索       |          | 淺香守生          | 淺香守生      | 川村賢一 | 日向正樹          |
| 5月1日         | 20   | 奇奇孤伶伶         |          | 金春智子          | 淺香守生      | 川村賢一 | 日向正樹          |
| 5月5日         | 21   | 奇奇去醫院（前篇） |          | 金春智子          | 川村賢一      | 川村賢一 | 武内啟 日向正樹   |
| 5月6日         | 22   | 奇奇去醫院（中篇） |          | 金春智子          | 川村賢一      | 川村賢一 | 武内啟            |
| 5月7日         | 23   | 奇奇去醫院（後篇） |          | 金春智子          | 川村賢一      | 川村賢一 | 武内啟 日向正樹   |
| 5月8日         | 24   | 奇奇討厭了         |          | 金春智子          | 川村賢一      | 川村賢一 | 武内啟            |
| 5月12日        | 25   | 奇奇很在乎         |          | 金春智子          | 有原誠治      | 有原誠治 | 小野隆哉          |
| 5月13日        | 26   | 奇奇的選擇         |          | 金春智子          | 有原誠治      | 有原誠治 | 小林明美          |
| 5月14日        | 27   | 奇奇誤會了         |          | 金春智子          | 有原誠治      | 有原誠治 | 島袋美由紀        |
| 5月15日        | 28   | 奇奇剪指甲         |          | 金春智子          | 有原誠治      | 有原誠治 | 川口幸治          |
| 5月19日        | 29   | 奇奇困住了         |          | 筆安一幸          | 武内啟 陳子樺 | 有原誠治 | 島袋美由紀        |
| 5月20日        | 30   | 奇奇上鉤了         |          | 筆安一幸          | 武内啟 陳子樺 | 有原誠治 | 佐藤多惠子        |
| 5月21日        | 31   | 奇奇看家（前篇）   |          | 筆安一幸          | 武内啟 陳子樺 | 有原誠治 | 島袋美由紀        |
| 5月22日        | 32   | 奇奇看家（後篇）   |          | 筆安一幸          | 武内啟 陳子樺 | 有原誠治 | 佐藤多惠子        |
| 5月26日        | 33   | 奇奇的發現         |          | 筆安一幸          | 森田浩光      | 立仙裕俊 | 小山知洋          |
| 5月27日        | 34   | 奇奇很想看         |          | 筆安一幸          | 森田浩光      | 立仙裕俊 | 小山知洋          |
| 5月28日        | 35   | 奇奇看見了         |          | 筆安一幸          | 森田浩光      | 立仙裕俊 | 小山知洋          |
| 5月29日        | 36   | 奇奇被發現了       |          | 筆安一幸          | 森田浩光      | 立仙裕俊 | 小山知洋          |
| 6月2日         | 37   | 奇奇很感動         |          | 西川真剛          | 坂田純一      | 立仙裕俊 | 小山知洋          |
| 6月3日         | 38   | 奇奇愛吵架         |          | 西川真剛          | 坂田純一      | 立仙裕俊 | 小山知洋          |
| 6月4日         | 39   | 奇奇洗澡了         |          | 西川真剛          | 坂田純一      | 立仙裕俊 | 小山知洋          |
| 6月5日         | 40   | 奇奇的對決         |          | 西川真剛          | 坂田純一      | 立仙裕俊 | 小山知洋          |
| 6月9日         | 41   | 奇奇愣住了         |          | 筆安一幸          | 濱崎博嗣      | 野上和男 | 高秀國男          |
| 6月10日        | 42   | 奇奇的遭遇         |          | 筆安一幸          | 濱崎博嗣      | 野上和男 | 高秀國男          |
| 6月11日        | 43   | 奇奇要被吃了       |          | 筆安一幸          | 濱崎博嗣      | 野上和男 | 高秀國男          |
| 6月12日        | 44   | 奇奇的報告         |          | 筆安一幸          | 濱崎博嗣      | 野上和男 | 高秀國男          |
| 6月16日        | 45   | 奇奇引人注意       |          | 金春智子          | 野上和男      | 野上和男 | 佐佐木昌彥        |
| 6月17日        | 46   | 奇奇需要關心       |          | 金春智子          | 野上和男      | 野上和男 | 新岡浩美          |
| 6月18日        | 47   | 奇奇被纏住         |          | 金春智子          | 野上和男      | 野上和男 | 新岡浩美          |
| 6月19日        | 48   | 奇奇裝傻           |          | 金春智子          | 野上和男      | 野上和男 | 新岡浩美          |
| 6月23日        | 49   | 奇奇的追蹤         |          | 筆安一幸          | 川村賢一      | 原田奈奈 | 高秀國男          |
| 6月24日        | 50   | 奇奇學到了         |          | 筆安一幸          | 川村賢一      | 原田奈奈 | 高秀國男          |
| 6月25日        | 51   | 奇奇實踐了         |          | 筆安一幸          | 川村賢一      | 原田奈奈 | 高秀國男          |
| 6月26日        | 52   | 奇奇回到家了       |          | 筆安一幸          | 川村賢一      | 原田奈奈 | 高秀國男          |
| 6月30日        | 53   | 奇奇要反抗         |          | 武上純希          |               | 有原誠治 | 島袋美由紀        |
| 7月1日         | 54   | 奇奇的抵抗         |          | 武上純希          |               | 有原誠治 | 島袋美由紀        |
| 7月2日         | 55   | 奇奇被欺負         |          | 武上純希          |               | 有原誠治 | 島袋美由紀        |
| 7月3日         | 56   | 奇奇的伙伴         |          | 武上純希          |               | 有原誠治 | 島袋美由紀        |
| 7月7日         | 57   | 奇奇很興奮         |          | 筆安一幸          | 有原誠治      | 有原誠治 | 小野隆哉          |
| 7月8日         | 58   | 奇奇被逐出家門     |          | 筆安一幸          | 有原誠治      | 有原誠治 | 島袋美由紀        |
| 7月9日         | 59   | 奇奇嚇一跳         |          | 筆安一幸          | 有原誠治      | 有原誠治 | 島袋美由紀        |
| 7月10日        | 60   | 奇奇緊追著         |          | 筆安一幸          | 有原誠治      | 有原誠治 | 島袋美由紀        |
| 7月14日        | 61   | 奇奇依偎著         |          | 金春智子          | 森田浩光      | 原田奈奈 | 日向正樹          |
| 7月15日        | 62   | 奇奇的陪伴         |          | 金春智子          | 森田浩光      | 原田奈奈 | 日向正樹          |
| 7月16日        | 63   | 奇奇的搗蛋         |          | 金春智子          | 森田浩光      | 原田奈奈 | 日向正樹          |
| 7月17日        | 64   | 奇奇令人傷腦筋     |          | 金春智子          | 森田浩光      | 原田奈奈 | 日向正樹          |
| 7月21日        | 65   | 奇奇很想要         |          | 金春智子          | 森田浩光      | 立川讓   | 小林明美          |
| 7月22日        | 66   | 奇奇鬧彆扭         |          | 金春智子          | 森田浩光      | 立川讓   | 小林明美          |
| 7月23日        | 67   | 奇奇找到了         |          | 金春智子          | 森田浩光      | 立川讓   | 小林明美          |
| 7月24日        | 68   | 奇奇踩一踩         |          | 金春智子          | 森田浩光      | 立川讓   | 小林明美          |
| 7月28日        | 69   | 奇奇動腦筋         |          | 西川真剛          | 立川讓        | 立川讓   | 高秀國男          |
| 7月29日        | 70   | 奇奇嚐嚐看         |          | 西川真剛          | 立川讓        | 立川讓   | 高秀國男          |
| 7月30日        | 71   | 奇奇吃太飽         |          | 西川真剛          | 立川讓        | 立川讓   | 佐佐木昌彦        |
| 7月31日        | 72   | 奇奇圍著桌子       |          | 西川真剛          | 立川讓        | 立川讓   | 高秀國男          |
| 8月4日         | 73   | 奇奇掉毛           |          | 武上純希          | 高橋亨        | 野上和男 | 日向正樹          |
| 8月5日         | 74   | 奇奇被刷毛         |          | 武上純希          | 高橋亨        | 野上和男 | 日向正樹          |
| 8月6日         | 75   | 奇奇愛上了         |          | 武上純希          | 高橋亨        | 野上和男 | 日向正樹          |
| 8月7日         | 76   | 奇奇弄壞了         |          | 武上純希          | 高橋亨        | 野上和男 | 日向正樹          |
| 8月11日        | 77   | 奇奇合不來         |          | 金春智子          | 坂田純一      | 野上和男 | 小林明美          |
| 8月12日        | 78   | 奇奇躲貓貓         |          | 金春智子          | 坂田純一      | 野上和男 | 小林明美          |
| 8月13日        | 79   | 奇奇繼續躲         |          | 金春智子          | 坂田純一      | 野上和男 | 小林明美          |
| 8月14日        | 80   | 奇奇的行蹤         |          | 金春智子          | 坂田純一      | 野上和男 | 小林明美          |
| 8月18日        | 81   | 奇奇學到了         |          | 筆安一幸          | 川村賢一      | 川村賢一 | 佐佐木昌彦        |
| 8月19日        | 82   | 奇奇失敗了         |          | 筆安一幸          | 川村賢一      | 川村賢一 | 高秀國男          |
| 8月20日        | 83   | 奇奇一決勝負       |          | 筆安一幸          | 川村賢一      | 川村賢一 | 高秀國男          |
| 8月21日        | 84   | 奇奇被目擊到       |          | 筆安一幸          | 川村賢一      | 川村賢一 | 高秀國男          |
| 8月25日        | 85   | 奇奇打開了         |          | 金春智子          | 森田浩光      | 川村賢一 | 新岡浩美          |
| 8月26日        | 86   | 奇奇藏起來         |          | 金春智子          | 森田浩光      | 川村賢一 | 新岡浩美          |
| 8月27日        | 87   | 奇奇再藏起來       |          | 金春智子          | 森田浩光      | 川村賢一 | 新岡浩美          |
| 8月28日        | 88   | 奇奇的處置         |          | 金春智子          | 森田浩光      | 川村賢一 | 新岡浩美          |
| 9月1日         | 89   | 奇奇照相           |          | 武上純希          | 有原誠治      | 有原誠治 | 小野隆哉          |
| 9月2日         | 90   | 奇奇被偷襲         |          | 武上純希          | 有原誠治      | 有原誠治 | 金田榮二          |
| 9月3日         | 91   | 奇奇很喜歡         |          | 武上純希          | 有原誠治      | 有原誠治 | 金田榮二          |
| 9月4日         | 92   | 奇奇情投意合       |          | 武上純希          | 有原誠治      | 有原誠治 | 金田榮二          |
| 9月8日         | 93   | 奇奇的學習         |          | 筆安一幸          | 坂田純一      | 有原誠治 | 北崎正浩          |
| 9月9日         | 94   | 奇奇被追趕         |          | 筆安一幸          | 坂田純一      | 有原誠治 | 北崎正浩          |
| 9月10日        | 95   | 奇奇休息一下       |          | 筆安一幸          | 坂田純一      | 有原誠治 | 北崎正浩          |
| 9月11日        | 96   | 奇奇的體驗         |          | 筆安一幸          | 坂田純一      | 有原誠治 | 北崎正浩          |
| 9月15日        | 97   | 奇奇要加油         |          | 金春智子          | 森田浩光      | 立川讓   | 高秀國男          |
| 9月16日        | 98   | 奇奇盼望著         |          | 金春智子          | 森田浩光      | 立川讓   | 新岡浩美          |
| 9月17日        | 99   | 奇奇等待著         |          | 金春智子          | 森田浩光      | 立川讓   | 高秀國男          |
| 9月18日        | 100  | 奇奇的懇求         |          | 金春智子          | 森田浩光      | 立川讓   | 佐佐木昌彦        |
| 9月22日        | 101  | 奇奇的約定         |          | 金春智子          | 增原光幸      | 增原光幸 | 小林明美          |
| 9月23日        | 102  | 奇奇目送著         |          | 金春智子          | 增原光幸      | 增原光幸 | 新岡浩美          |
| 9月24日        | 103  | 奇奇哭了           |          | 金春智子          | 增原光幸      | 增原光幸 | 小林明美          |
| 9月25日        | 104  | 奇奇察覺了         |          | 金春智子          | 增原光幸      | 增原光幸 | 小林明美          |

## 外部連結
- 漫画《奇奇的異想世界》官方網站（页面存档备份，存于）（日語）
- 日本Yahoo! - Chi's Sweet Home特集（日語）
- 東京電視台第一季官方網站（页面存档备份，存于）（日語）
- 東京電視台第二季官方網站（页面存档备份，存于）（日語）
- Madhouse作品介紹頁面（页面存档备份，存于）（日語）
- 3DCG动画版《奇奇的異想世界》官方网站（页面存档备份，存于）（日語）